# Hamza Al-Dardour
Hamza Al-Dardour (en árabe: حمزة علي خالد الدردور‎; Ar Ramtha, Jordania; 12 de mayo de 1991) es un futbolista de Jordania que juega en la posición de delantero y que actualmente milita en el Al-Ramtha SC de la Liga Premier de Jordania.

## Carrera

### Club
| Periodo   | Club                            |
| --------- | ------------------------------- |
| 2007–2015 | Al-Ramtha SC                    |
| 2009      | → Shabab Al-Ordon Club (cedido) |
| 2012–2013 | → Najran SC (cedido)            |
| 2014–2015 | → Khaleej FC (cedido)           |
| 2015–2016 | Al-Faisaly FC                   |
| 2016      | Kuwait SC                       |
| 2016–2017 | Al-Ramtha SC                    |
| 2017–2019 | Al-Wehdat SC                    |
| 2020–     | Al-Ramtha SC                    |

### Selección nacional
Debutó con Jordania el 2 de enero de 2011 en un partido amistoso ante Uzbekistán que terminó empatado 2-2. Participó en la Copa Asiática 2011 y la Copa Asiática 2015, en la cual anotó cuatro goles ante Palestina en la fase de grupos, siendo la única ocasión que pasó en el torneo.

## Logros
Al-Ramtha
- Jordan Premier League: 2021
- Jordan Super Cup: 2022

Kuwait
- Kuwait Emir Cup: 2015–16

Al-Wehdat
- Jordan Premier League: 2017–18
- Jordan Shield Cup: 2017
- Jordan Super Cup: 2018